# 1053 Vigdis
1053 Vigdis là một tiểu hành tinh vành đai chính. Nó được phát hiện bởi Max Wolf ngày 16 tháng 11 năm 1925. Tên ban đầu của nó là 1925 WA.